# Karthausen (Adelsgeschlecht)

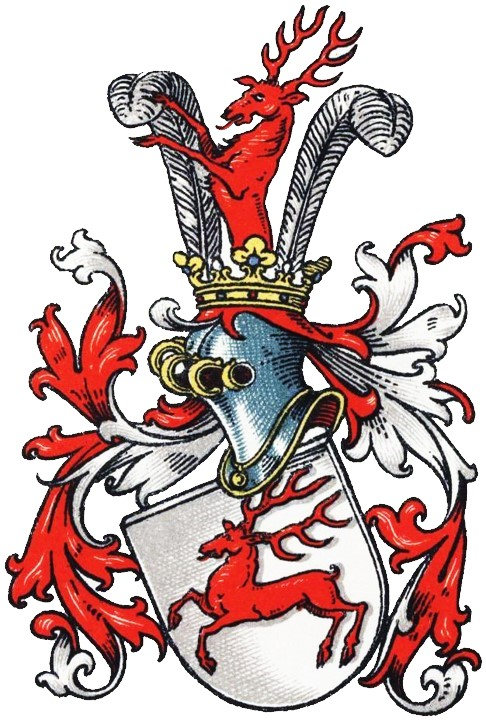
Stammwappen derer von Karthausen

Die Herren von Karthausen (auch: Karthaus, Carthaus, Carthues o. ä.) waren ein westfälisches Adelsgeschlecht.

## Geschichte
Das Geschlecht war im Siegenschen, der Grafschaft Mark und im Münsterland ansässig. Stammsitz war Carthausen bei Halver. Zum Besitz der Familie gehörten ferner u. a. Schloss Badinghagen (1509–1642), Bieberstein (Wiehl) (ab 1490), Masthoven (1500) und Vahlefeld.
1343 erscheint ein Cort von Karthusen, 1379 ein Johann von Hertfelt genannt von Karthusen. Anton Fahne vermutet daher eine Abstammung von der Familie von Hertefeld, die dasselbe Wappen führte. 1540 übertrug Sophie Bincke, Witwe des Georg von Carthusen vor dem Gografen zu Stromberg dem Kloster Liesborn die Vogtei über Güter im Kirchspiel Wadersloe.1583 wurde Walter von Karthausen, Amtmann des Kölner Erzbischofs Gebhard I. von Waldburg zu Werl, abgesetzt. Caspar von Karthausen war 1601 Kellner zu Scheda. 1604 verkauften Jacok von Karthausen und seine Frau Catharina von Scharenbach ihr Gut Bosichhausen an Hermann von Pensen zu Köln und Johann von Pensen zu Kaltenbach.
Die Familie erscheint noch 1629, muss kurz danach aber ausgestorben sein.

## Persönlichkeiten
- Walter von Karthausen, 1583 Amtmann im Amt Werl
- Caspar von Karthausen, 1601 Kellner des Klosters Scheda

## Wappen
Blasonierung: In Silber ein roter, laufender Hirsch. Auf dem gekrönten Helm der Hirsch wachsend zwischen zwei silbernen Straußenfedern. Die Helmdecken sind rot-silbern.
Fahne gibt abweichend an, dass das Geweih des Hirsches golden ist und es sich bei den Federn um Adlerfedern handelt. Ein goldenes Geweih nennt auch Ledebur.